# Седарис, Дэвид
Дэвид Раймонд Седарис (/sɪˈdɛərɪs/, родился 26 декабря 1956) — американский юморист, комик, автор. Был публично признан в 1992 году, когда Национальное общественное радио передало его эссе « Дневники Санталенда» . В 1994 году он опубликовал свой первый сборник эссе и рассказов «Бочковая лихорадка». Большая часть юмора Седариса якобы автобиографична и самоуничижительна и часто касается его семейной жизни, его воспитания в среде среднего класса в пригороде Роли, Северная Каролина, а также его жизни во Франции, Лондоне и английском Саут-Даунсе.

## Ранние годы
Седарис родился в Джонсон-Сити, Нью-Йорк, в семье Шэрон Элизабет (урожденная Леонард) и Луи Гарри «Лу» Седариса, инженера IBM. Его отец имеет греческое происхождение, а его мать была англо-американкой. Его мать была протестанткой, а отец — греческим православным, вера, в которой он вырос.
Семья Седарис переехала, когда Дэвид был молод, и он вырос в пригороде Роли, Северная Каролина, вторым ребёнком из шести. Его братья и сестры, от старшего до младшего, — Лиза, Гретхен, Эми, Тиффани, и Пол. Тиффани скончалась в 2013 году, и Дэвид затронул эту тему в эссе «Теперь мы — пять», опубликованном в The New Yorker.
После окончания средней школы имени Джесси О. Сандерсона в Роли, Седарис ненадолго учился в Университете Западной Каролины прежде чем в 1977 году перешел в Государственный университет Кента и бросил его.
Он переехал в Чикаго в 1983 году и окончил Школу Института искусств Чикаго в 1987 году.

## Карьера
Работая в Роли, Чикаго и Нью-Йорке, Седарис был обнаружен в клубе Чикаго радиоведущей Айрой Гласс; Седарис читал дневник, который вел с 1977 года. Гласс попросила его принять участие в её еженедельной местной программе «Дикая комната».
Успех Седариса на The Wild Room привел к его дебюту на Национальном общественном радио 23 декабря 1992 года, когда он прочел радиоэссе в Morning Edition под названием «Дневники Санталенда». Он начал записывать ежемесячный сегмент для NPR на основе своих дневниковых записей, отредактированных и подготовленных Glass, и подписал контракт на две книги с Little, Brown and Company.
В 1994 году Седарис опубликовал сборник рассказов и эссе «Бочковая лихорадка». В 1997 году он опубликовал ещё один сборник эссе «Обнаженные», получивший в 1998 году премию Рэнди Шилтса за документальную литературу для геев от Publishing Triangle.

## Личная жизнь
По состоянию на 2019 год Седарис живёт в Рэкхэме, Западный Сассекс, Англия, со своим давним партнером, художником и сценографом Хью Хэмриком. Седарис упоминает Хамрика в ряде своих рассказов, и описывает их двоих как «парочку, которая не хочет жениться».